# Narambuenatitan
Narambuenatitan (лат.) — род динозавров-зауроподов из клады Lithostrotia, живших во времена верхнемеловой эпохи (83,5—70,6 млн лет назад) в территории современной Аргентины.

## История изучения
Находка была сделана во время раскопок в 2005 и 2006 годах в местности Puesto Narambuena провинции Неукен под руководством Леонардо Филиппи, Родольфо Гарсии и Альберто Гарридо. Скелет зауропода был найден на территории площадью 15 м². В 2011 году был описан как новый род и вид — Narambuenatitan palomoi. Название рода происходит от места находки и греческого слова «titan». Видовое название дано в честь первооткрывателя Сальвадора Паломо.
Голотип MAU−Pv−N−425 был найден в формации Anacleto, в провинции Неукен. Формация датируется началом и серединой кампана. Голотип состоит из частичного скелета: два фрагмента левой верхней челюсти, череп, передние шейные позвонки, задний позвоночник, три ребра, одиннадцать передних хвостовых позвонков, шесть средних хвостовых позвонков, два задних хвостовых позвонка, левая локтевая кость, лобковая кость, часть левой подвздошной кости, правая седалищная кость, часть левой бедренной кости.

## Описание
Narambuenatitan является зауроподом средних размеров, длиной 12 метров и весом около 8 тонн.